# Japanse Communistische Partij
De Japanse Communistische Partij (JCP; Japans: 日本共産党, Nihon Kyōsan-tō) is een Japanse communistische politieke partij opgericht in 1922. Met 270.000 leden in 18.000 afdelingen is het een van de grootste niet-regerende communistische partijen ter wereld.

## Standpunten
De JCP pleit voor de oprichting van een maatschappij gebaseerd op het socialisme, democratie en vrede, en verzet tegen militarisme. Het stelt voor om deze doelstellingen te bereiken door te werken binnen het kader van het kapitalisme, terwijl er nog steeds gestreden wordt tegen wat zij beschrijft als "het imperialisme en zijn ondergeschikte bondgenoot, het monopoliekapitaal." Hoewel het een marxistische partij is, is de JCP geen voorstander van een socialistische revolutie, het wil een "democratische revolutie" bereiken door middel "democratische verandering in de politiek en de economie", en "de volledige restauratie van de nationale soevereiniteit van Japan", die het beschouwt als inbreuk op door het veiligheidsverdrag tussen Japan en de Verenigde Staten.